# Ischnopopillia atrivaria
Ischnopopillia atrivaria är en skalbaggsart som beskrevs av Lin 1981. Ischnopopillia atrivaria ingår i släktet Ischnopopillia och familjen Rutelidae. Inga underarter finns listade i Catalogue of Life.